# Магуайр, Клэр
Клэр Рита Мэри Магуайр (родилась 15 сентября 1987) — британская певица и автор-исполнитель. В 2011 году заняла 5-е место в списке 15-ти в списке самых перспективных исполнителей в 2011 году по результатам ежегодного голосования специалистов в области музыки BBC Sound Of 2011. Её голос сравнивают с голосами Стиви Никс и Энни Леннокс. Дебютный альбом Light After Dark был выпущен 25 февраля 2011 года. Релиз второго альбома Stranger Things Have Happened состоялся спустя пять лет — 27 мая 2016 года.

## Дискография
- Light After Dark (2011)
- Clare Maguire — EP
- Live for Burberry, Pt. 1 — EP (2015)
- Live for Burberry, Pt. 2 — EP (2015)
- Stranger Things Have Happened (2016)

## Награды и номинации
| Год  | Организация                      | Номинант      | Награда                     | Результат         |
| ---- | -------------------------------- | ------------- | --------------------------- | ----------------- |
| 2010 | BBC Sound of 2011                | Clare Maguire | Sound of 2011               | Номинация 5 место |
| 2010 | MTV Brand New                    | Clare Maguire | New for 2011                | Номинация         |
| 2010 | Q Awards                         | Clare Maguire | Next Big Thing              | Победа            |
| 2011 | Glamour Women Of The Year Awards | Clare Maguire | UK Solo Artist/Musician     | Номинация         |
| 2011 | Glamour Women Of The Year Awards | Clare Maguire | PANDORA Breakthrough Artist | Номинация         |